# La Légende de Crystania (OAV)
Pour les articles homonymes, voir Chroniques de la guerre de Lodoss (homonymie).
La Légende de Crystania (レジェンド・オブ・クリスタニア, Crystania no Densetsu, littéralement « La Légende de Crystania ») est une série de romans de fantasy écrite en japonais par Ryō Mizuno (水野 良, Mizuno Ryō) se déroulant dans le monde de Forceria, où s'affrontent le Bien et le Mal. Bien que le titre ne mentionne pas Lodoss, il s'agit d'une oeuvre directement et explicitement liée aux Chroniques de la Guerre de Lodoss, qui la précèdent chronologiquement. Les Chroniques de la guerre de Lodoss et La Légende de Crystania partagent le même univers, la même cosmogonie, de nombreux personnages, et une chronologie en partie commune.
Inspiré du jeu de rôle Donjons et Dragons, lui-même d'inspiration tolkienienne, Crystania est un monde imaginaire où sont représentés des éléments « typiques » de l'heroic fantasy ou de la high fantasy tels que la présence de la magie, des races non humaines et de l'intrigue manichéenne. L'histoire commence là où Les Chroniques de la guerre de Lodoss se sont arrêtées, sans pour autant être une suite de ces dernières.

## Synopsis
Après la guerre de Lodoss, Ashram et Pirotess ont fui l‘île maudite en quête d’une terre plus hospitalière. À bout de vivres, leur équipage arrive en vue de Crystania, l’île interdite des Dieux. Pour ouvrir un passage et sauver ses hommes, Ashram accepte de se sacrifier en offrant son corps au dieu Barbas. Désormais, Pirotess mettra tout en œuvre pour délivrer son compagnon des griffes du dieu maléfique…
Trois cents ans plus tard, Redon, un jeune prince de l’île, assiste impuissant à l’assassinat de ses parents dans un complot politique. Guidé par la vengeance et épaulé par un groupe d’aventuriers, il franchira la barrière érigée par les dieux…

## Fiche technique
- Titre original : Crystania no densetsu
- Genre : Heroic Fantasy / High Fantasy
- Studio d'animation : Studio Madhouse
- Auteur : Ryō Mizuno, Hitoshi Yasuda (安田 均, Yasuda Hitoshi?)
- Scénario : Mami Watanabe (渡辺 麻美, Watanabe Mami?)
- Réalisation : Ryō Mizuno (水野 良, Mizuno Ryō?)
- Chara designer : Yoshinori Takaraya
- Musique : Michiru Oshima
- Direction artistique : Hidetoshi Kaneko (金子 英俊, Kaneko Hidetoshi?)
- Nombre d'épisodes : 3
- Durée d'un épisode: 125 minutes

## Doublage
| Personnages  | Voix japonaises    | Voix françaises   |
| ------------ | ------------------ | ----------------- |
| Cher/Pirotes | Sakiko Tamagawa    | Bérangère Jean    |
| Ashram       |                    | Emmanuel Gradi    |
| Reydon       | Hikaru Midorikawa  | Frédéric Popovic  |
| Narsel       | Toshihiko Seki     | Bruno Magne       |
| Lifan        | Chinami Nishimura  | Christelle Reboul |
| Quild        | Fumihiko Tachiki   | Eric Peter        |
| Irim         | Hiroko Emori       | Hélène Bizot      |
| Adelicia     | Mitsuki Yayoi      | Pascale Chemin    |
| Barbas       | Kiyoshi Kobayashi  | Patrick Béthune   |
| Kirim        | Yūko Sumitomo      | Adeline Moreau    |
| Lio          | Yumi Tōma          | Célia Charpentier |
| Orville      | Kazuki Yao         | Hervé Caradec     |
| Bocs         | Yasunori Matsumoto | Tony Joudrier     |

## Liste des épisodes
I - La grotte sacréeAprès la défaite du dieu maléfique Barbas, l’île de Crystania a retrouvé la paix. Mais des forces mystérieuses menacent déjà ce nouvel équilibre. Redon, parti à la recherche de la prêtresse Adelicia, découvre que le monde souterrain n’est plus scellé, laissant toute liberté aux forces maléfiques de se répandre sur le monde…
II - Le retour du roi des dieuxLa résurrection de Barbas n’est désormais plus qu’une question de temps. Son ancienne armée se met en marche et détruit tout sur son passage. La terreur s’installe sur Crystania. Pirotess, Redon et leurs compagnons sont dans la déroute. Ashram, pris au piège dans le monde des ténèbres, pourrait-il leur venir en aide ?
III - Un nouveau commencementLe retour du dieu maléfique Barbas est dévastateur : rien ne semble pouvoir l’arrêter, pas même les autres dieux de Crystania. Pirotess et Redon parviennent à libérer l’âme d’Ashram, prisonnière du monde des ténèbres. Ashram représente désormais le dernier espoir de Crystania face au chaos…

## Jeu de rôle
Le jeu de rôle officiel n'est jamais paru en français. Il existe également un jeu de rôle non officiel, publié par Meta-Earth, et un autre, La Légende de Crystania.